# Huancarqui (distrito)
O Distrito peruano de Huancarqui é um dos catorze distritos que formam a Província de Castilla, situada no Departamento de Arequipa, pertencente a Região Arequipa, Peru.

## Transporte
O distrito de Huancarqui não é servido pelo sistema de estradas terrestres do Peru.